# Condado de Wayne (Michigan)
O Condado de Wayne (em inglês:  Wayne County) é um dos 88 condados do estado americano de Michigan. A sede e cidade mais populosa do condado é Detroit. Foi fundado em 15 de agosto de 1796. Recebeu o seu nome em homenagem a Anthony Wayne (1745–1796), general do Exército dos Estados Unidos e estadista.
Com quase 1,8 milhão de habitantes, de acordo com o censo nacional de 2020, é o condado mais populoso do estado e o 19º mais populoso do país, embora venha perdendo população nos últimos 40 anos. É também o mais densamente povoado do estado. Quase 18% da população de Michigan vive no Condado de Wayne.

## Geografia
De acordo com o Departamento do Censo dos Estados Unidos, o condado possui uma área de 1 742,4 km², dos quais 1 584,6 km² estão cobertos por terra e 157,7 km² (9,1%) por água.

## Demografia
Desde 1900, o crescimento populacional médio do condado, a cada dez anos, é de 19,5%.
Segundo o censo nacional de 2020, o condado possui uma população de 1 793 561 habitantes e uma densidade populacional de 1 131,8 hab/km². Seu crescimento populacional na última década foi de -1,5%, bem abaixo da média estadual de 2,0%. É o condado mais populoso de Michigan e o 19º mais populoso dos Estados Unidos, embora venha perdendo população nos últimos 40 anos. É também o mais densamente povoado do estado.
Possui 790 171 residências que resulta em uma densidade de 498,6 residências/km² e um decréscimo de 3,8% em relação ao censo anterior. Deste total, 10,2% das unidades habitacionais estão desocupadas. A média de ocupação é de 2,3 pessoas por residência.